# Александровская Горка
Александровская Горка — деревня в Большелуцком сельском поселении Кингисеппского района Ленинградской области.

## История
Впервые упоминается как пустошь Alexandra Gora ödhe в шведских писцовых книгах 1618—1623 годов.
На карте Ингерманландии А. И. Бергенгейма, составленной по шведским материалам 1676 года, обозначена деревня Mäkikyla.
На шведской «Генеральной карте провинции Ингерманландии» 1704 года — деревня Alexander gåra.
Как деревня Александер Гора она упомянута на «Географическом чертеже Ижорской земли» Адриана Шонбека 1705 года.
Деревня Александрова Гора обозначена на карте Ингерманландии А. Ростовцева 1727 года.
Деревня Горка упоминается на карте Санкт-Петербургской губернии Я. Ф. Шмидта 1770 года.
На карте Санкт-Петербургской губернии Ф. Ф. Шуберта 1834 года обозначена деревня Александрова Горка при мызе Горская, к северу от деревни находился гончарный, а к югу кирпичный завод.

АЛЕКСАНДРОВА ГОРКА — деревня принадлежит действительному статскому советнику Веймарну, число жителей по ревизии: 87 м. п., 82 ж. п. (1838 год)

Согласно карте профессора С. С. Куторги 1852 года, деревня называлась Александрова (Горка), к югу от неё находилась мыза Горская и кирпичный завод.

ГОРКА — деревня тайного советника Бистром, 2 версты по почтовой, а остальное по просёлкам, число дворов — 21, число душ — 65 м. п. (1856 год)

АЛЕКСАНДРОВСКАЯ ГОРКА — деревня, число жителей по X-ой ревизии 1857 года: 70 м. п., 90 ж. п., всего 160 чел.

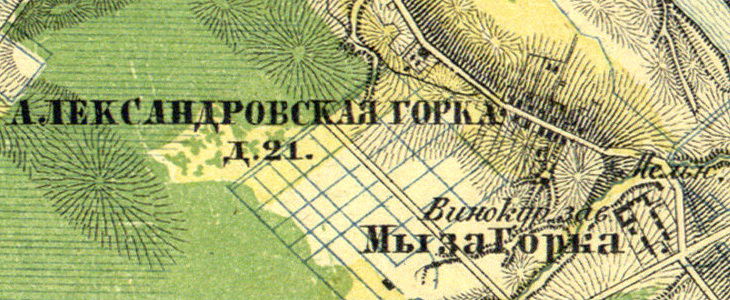
Деревня Александровская Горка на карте 1860 года

Согласно «Топографической карте частей Санкт-Петербургской и Выборгской губерний» в 1860 году деревня называлась Александровская Горка и насчитывала 21 крестьянский двор. В деревне была водяная мельница и винокуренный завод, к югу от деревни находилась мыза Горка.

ГОРКА — мыза владельческая при реке Луге, число дворов — 1, число жителей: 25 м. п., 13 ж. п.; Винокуренный завод

ГОРКА — деревня владельческая при реке Луге, число дворов — 20, число жителей: 74 м. п., 70 ж. п.; Волостное правление. (1862 год)

Согласно данным 1867 года в деревне находилось волостное правление Горской волости, волостным старшиной был временнообязанный крестьянин Новопятницкого сельского общества Филипп Фёдорович Турбаков.
В состав Горской волости входило село Ново-Пятницы и деревни: Александрова Гора, Большой Луцк, Долгая Нива, Дубровка, Жабина, Заречье, Заханье, Калматка, Кобыляки, Комаровка, Кошкина, Кузьмина, Малый Луцк, Падога, Порхова, Пулкова, Сала, Свейск, Юркина.

АЛЕКСАНДРОВСКАЯ ГОРКА — деревня, по земской переписи 1882 года: семей — 29, в них 85 м. п., 83 ж. п., всего 168 чел.

Согласно материалам по статистике народного хозяйства Ямбургского уезда 1887 года мызы Александровская Горка и Подога общей площадью 3352 десятины принадлежали графу Александру Александровичу Лидерс-Веймарну, мызы были приобретены в 1883 году за 60 500 рублей. Кузница и ветряная мельница сдавались в аренду.

АЛЕКСАНДРОВСКАЯ ГОРКА — деревня, число хозяйств по земской переписи 1899 года — 31, число жителей: 68 м. п., 82 ж. п., всего 150 чел.;
 разряд крестьян: бывшие владельческие; народность: русская

В конце XIX — начале XX века деревня административно относилась к Горской волости 2-го стана Ямбургского уезда Санкт-Петербургской губернии.
По данным «Памятной книжки Санкт-Петербургской губернии» за 1905 год мызы Александрова Горка и Падога общей площадью 2188 десятин принадлежали корнету запаса гвардии кавалерии барону Владимиру Владимировичу Меллер-Закомельскому.
С 1917 по 1927 год деревня Александровская Горка входила в состав Горкской волости Кингисеппского уезда.
Согласно данным переписи населения СССР 1926 года в деревне Александровская Горка Александро-Горского сельсовета проживали 153 человека, все русские.
С февраля 1927 года в составе Кингисеппской волости.
С 1928 года в составе Большелуцкого сельсовета Кингисеппского района.
По данным 1933 года в состав Большелуцкого сельсовета Кингисеппского района входили деревня Александровская Горка и выселок Александровская Горка, административным центром сельсовета была деревня Падога.
По данным 1936 года деревня Александровская Горка была административным центром Большелуцкого сельсовета, в который входили 9 населённых пунктов, 317 хозяйств и 7 колхозов.

План деревни Александровская Горка. 1938 год

Согласно топографической карте 1938 года деревня насчитывала 48 дворов, в деревне располагался сельсовет. Деревня находилась к северо-западу от современного местоположения.
C 1 августа 1941 года по 31 января 1944 года деревня находилась в оккупации.
В 1958 году население деревни Александровская Горка составляло 228 человек.
По данным 1966 и 1973 годов деревня Александровская Горка являлась административным центром Большелуцкого сельсовета.
По данным 1990 года деревня Александровская Горка также входила в состав Большелуцкого сельсовета, административным центром которого являлся посёлок Кингисеппский.
В 1997 году согласно административным данным в деревне Александровская Горка Большелуцкой волости не было постоянного населения, в 2002 году проживали 37 человек (русские — 95 %), в 2007 году — проживал 21 человек.

## География
Деревня расположена в центральной части района к северу от автодороги А180 «Нарва» (E 20) (Санкт-Петербург — Ивангород — граница с Эстонией).
Расстояние до административного центра поселения — 3 км. Расстояние до районного центра — 7,5 км.
Расстояние до ближайшей железнодорожной станции Кингисепп — 7,5 км.
Деревня находится на левом берегу реки Луга у места впадения в неё реки Падожница.

## Демография
| 1862 | 2007 | 2010 | 2017 |
| ---- | ---- | ---- | ---- |
| 192  | ↘21  | ↗43  | ↗59  |

### Национальный состав
Согласно данным Всероссийской переписи населения 2021 года в деревне проживали 64 человека, из них:
 русские — 63, эвенки — 1 человек.